# Endacusta cycloptera
Endacusta cycloptera är en insektsart som beskrevs av Lucien Chopard 1951. Endacusta cycloptera ingår i släktet Endacusta och familjen syrsor. Inga underarter finns listade i Catalogue of Life.